# Thỏ Cinnamon
Thỏ Cinnamon hay thỏ quế là một giống thỏ có nguồn gốc từ Mỹ. Chúng được tạo ra vào năm 1962. Chúng có lông màu nâu đỏ đặc trưng của giống thỏ và được xem như là con thỏ "quế". Vẻ tự nhiên đáng yêu của loài này làm cho nó là vật nuôi lý tưởng cho các chủ sở hữu vật nuôi. Giống thỏ này được tạo ra từ vô tình của hai đứa con, Belle và Fred Houseman, trong mùa Phục Sinh năm 1962 tại Missoula, Montana. Sau khi lai thỏ Chinchilla và thỏ New Zealand

## Đặc điểm
Chúng có xu hướng nặng khoảng 8,5 và 11 pounds, hoặc giữa 3,9 và 5 kg. Thỏ rất ấn tượng với gỉ hoặc quế màu và một màu xám đồng nhất trên lưng. Thỏ có một màu xám khói trên hai mặt của nó và một bụng đen tối. Các con thỏ có đốm gỉ màu riêng biệt bên trong hai chân sau của nó. Hai chân sau và mặt có xu hướng thường đậm hơn so với phần còn lại của cơ thể. Một hiệu ứng cánh bướm đánh dấu mũi nhỏ và vòng tròn xung quanh mỗi mắt có mặt. 

## Chăm sóc
Chúng là giống rất thích nghi với vật nuôi và nó đủ lớn cho thanh thiếu niên những người muốn và cũng có thể vui đùa một con thỏ có kích thước lớn hơn. Chúng là giống thỏ khó nuôi có xu hướng sống từ 5 và 8 năm, chúng khá điềm tĩnh và thích sự chú ý. Lông của nó là ngắn và dễ chăm sóc, nên chải chuốt hàng tuần. Chúng cần một chế độ ăn uống cân bằng để duy trì sức khoẻ.
Cỏ khô, và các loại thực phẩm xanh là mặt hàng chủ lực trong chế độ ăn uống của một con thỏ nhà. Cỏ khô có thể bao gồm cỏ, yến mạch, lúa mạch đen, lúa mạch hay các loại cỏ Bermuda. Nếu cỏ khô là không có, họ đậu là một sự thay thế có thể chấp nhận được. Hay họ đậu rất giàu chất dinh dưỡng mà một con thỏ nhà không cần; do đó, nó chỉ nên là một sự thay thế. Hoa, trái cây và rau quả là chấp nhận được để nuôi một con thỏ nhưng chỉ với số lượng nhỏ, không phải là toàn bộ bữa ăn. Nước nên thường xuyên có sẵn cho một con thỏ. 